# Первомайский (Гродненская область)
Первома́йский (бел. Першама́йскі) — посёлок в Лидском районе Гродненской области на западе Республики Беларусь. В составе Дубровенского сельсовета.

## История
Поселение Первомайский возникло возле деревни Нетечь в 1959 году как рабочий посёлок при торфопредприятии. Посёлок был назван в честь международного праздника труда, который проходит 1 мая.
В 1964 году из посёлка торфопредприятия «40 лет БССР» Лидского района Гродненской области образован рабочий поселок Первомайский с передачей его в административное подчинение Лидского городского Совета депутатов трудящихся.
В 1965 году рабочий посёлок передан из ведения Совета в состав района.
В 2002 году рабочий поселок Первомайский Лидского района отнесён к категории «сельский населенный пункт посёлок Первомайский», включён в состав  Дубровенского сельсовета.

## Инфраструктура
В посёлке Первомайский действует Торфопредприятие «Лидское» (бел. Лідскае). Также в Первомайском есть Дом культуры, средняя и музыкальная школы, больница.

## Население
Население по переписи 2009 года составляло 1045 человек.
Демографические изменения с 1995 по 2009 годы.
| 1995 | 1999  | 2004  | 2009  |
| ---- | ----- | ----- | ----- |
| 1600 | ↘1437 | ↘1400 | ↘1227 |

## Культура
- КостёлДом культуры

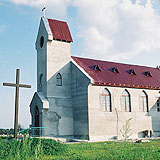
Костёл

- Музей ГУО "Первомайская средняя школа"

## Достопримечательности
- Костёл Святого Казимира

Местный приход основан 20 сентября 2001 года. Костел начал строиться в апреле 2002 года. 4 марта 2004 года костел был освящен под титулом Святого Казимира. Проект святыни был разработан в архиепископском в проектно-строительном бюро в Барановичах, а реализован с помощью немецкого католического фонда «Реновабис».
Заловой интерьер перекрыт плоским потолком, на алтарной стене над табернаклем помещена титульная икона Святого Казимира в окружении икон Пресвятого Сердца Девы Марии (слева) и Божьего Милосердия (справа).
- Храм Святой Матрены Московской